# Michael Bröcker

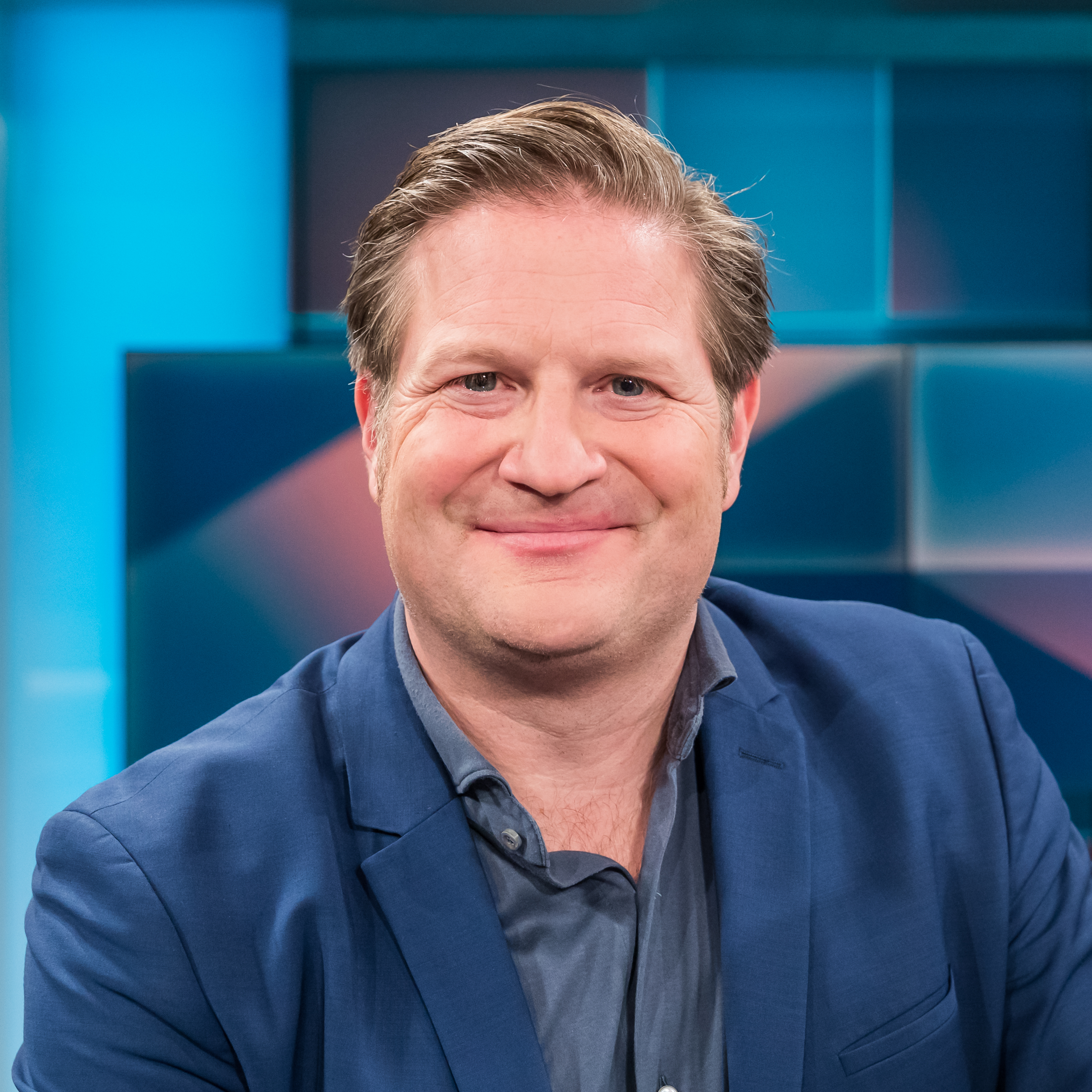
Michael Bröcker, 2025

Michael Bröcker (Bröcker gesprochen mit langem ö; * 19. Juli 1977 in Münster) ist ein deutscher Journalist.

## Leben
Bröcker wuchs in Meckenheim auf und studierte an der Universität Köln Volkswirtschaftslehre und Politikwissenschaften. Der Diplom-Volkswirt volontierte bei der Rheinischen Post und wurde Wirtschaftsredakteur in Mönchengladbach. 2007 wechselte er ins Berliner Büro als Wirtschafts- und Finanzkorrespondent und übernahm dort 2010 die Leitung der Parlamentsredaktion. 2010 war er als Stipendiat des Arthur F. Burns-Programms Gastredakteur beim Philadelphia Inquirer. 
2014 berief ihn die RP-Mediengruppe als Nachfolger von Sven Gösmann zum Chefredakteur der Rheinischen Post. 2017 wurde Bröcker von einer 100-köpfigen Jury der Fachzeitschrift Medium Magazin zum „Chefredakteur (Regionales) des Jahres“ gekürt. 2018 erhielt er den Lead Award in Bronze als „Blattmacher des Jahres Zeitung/regional“. 2019 wechselte Bröcker als Co-Gesellschafter und Chefredakteur zur Media Pioneer GmbH & Co. KG von Gabor Steingart. Dort moderierte er unter anderem den Podcast Steingarts Morning Briefing. Ende des Jahres 2023 schied Bröcker aus der Chefredaktion aus. Zum 1. Januar 2024 wurde er Chefredakteur von Table Media. Er blieb aber Mitgesellschafter von Steingarts Media Pioneer Publishing. Zusammen mit Helene Bubrowski startete er 2024 den werktäglichen Podcast Table Today.
Bröcker ist heute Mitglied des Kuratoriums der Internationalen Journalistenprogramme (IJP), der Jury für den Arthur F. Burns Journalistenpreis und der Jury des Konrad-Duden-Journalistenpreises Wesel.

## Bücher
- Philipp Rösler. Ein Porträt. Glaube. Heimat. FDP. Benno, Leipzig 2011, ISBN 978-3-7462-3287-4.
- Jens Spahn. Die Biografie. Herder, Freiburg im Breisgau 2018, ISBN 978-3-451-38336-6.